# Astylidius
Astylidius is een kevergeslacht uit de familie van de boktorren (Cerambycidae). De wetenschappelijke naam van het geslacht werd voor het eerst geldig gepubliceerd in 1913 door Casey.

## Soorten
Astylidius is monotypisch en omvat slechts de volgende soort:
- Astylidius parvus (LeConte, 1873)